# くりむ
くりむ（crimm）は、日本の女性歌手、作詞家。コナミデジタルエンタテインメント所属の音楽ユニット、Dormir（ドルミール）のボーカリスト。

## 概要
現在判明しているものではBEMANIシリーズでの活動が主である。
楽曲に物語性を持たせることが特徴であり、自身が歌唱を担当する全楽曲の作詞を手掛けている。
名前の由来は、グリム童話で有名な作家グリムと、甘いものが大好きなことからクリームをもじったとのこと。
Dormirとはフランス語で「眠る」という意味の単語。TOMOSUKEと初めての打ち合わせでお互いが「眠いです」と言ったことが由来である。
正確な生年日は非公開だが、2月生まれでTOMOSUKEよりはるかに年下であると答えている。

## 参加楽曲

### Dormir名義
- space merry-go-round（pop'n music 12 いろは、Toy'sMarch 2）
- にゃんだふる55（GuitarFreaks V、XG2、DrumMania V、XG2）
  - にゃんだふる55 marble ver.（pop'n music 13 カーニバル CS）
- Ferris Wheel（pop'n music 13 カーニバル）
  - Ferris Wheel（Dormir meets ケイリートレイル名義。V-RARE SOUND TRACK 15収録）
- おもちゃばこのロンド（pop'n music 14 FEVER!）
- αρχη（GuitarFreaks V3、DrumMania V3）
- 魔法のたまご（pop'n music 14 FEVER! CS）
  - 魔法のたまご 〜Orange Magic Mix〜（V-RARE SOUND TRACK 16収録。ELEKTELによるリミックス）
- みずうみの記憶（pop'n music 16 PARTY♪）
- リンゴロジック（pop'n music 17 THE MOVIE）
- さよならトリップ（jubeat knit）
  - さよならトリップ EDM edition (今何度? What Temperature Is It?収録。Sota Fujimoriによるリミックス)
- なまいきプリンセス(pop'n music 19 TUNE STREET)
- Resurrection(Dance Dance Revolution X3)
- Une mage blanche(REFLEC BEAT limelight)
- わたぐものおなか（pop'n music Suuny Park）
- とこにゃつ☆トロピカル (ノスタルジア fORTE)

### その他
- クルクル☆ラブ 〜Opioid Peptide MIX〜（イオンチャンネル名義。beatmania IIDX 14 GOLD。TAKA作曲の『脳開発研究所クルクルラボ』テーマ曲アレンジ）
- Apocalypse 〜memento mori〜（pop'n music15 ADVENTURE。コーラス担当）
- Cookie Bouquets（L.E.D. vs TOMOSUKE fw.crimm名義。beatmania IIDX 15 DJ TROOPERS CS。歌唱担当）
- いきもの失格（pop'n music20 fantasia。あさきのくりむ童話名義。あさきとの合作。）
- 去る金合戦（GITADORA。あさきのくりむ童話名義。あさきとの合作。）
- マッハマンの歌（REFLEC BEAT Colette。あさきのくりむ童話名義。あさきとの合作。）
- ひなちくんのうた（『ひなビタ♪』の日向美商店街のマスコットキャラクター・ひなちくんのテーマ曲）
- Red Cape Theorem (『バンめし♪』 メリーバッド・メルヘン名義。作詞担当。)
- pastel@sweets labo(*'v'*) (pop'n music UniLab。m@sumi & くりむ名義。作詞、歌唱担当。）
- ◎holic◎ (GITADORA FUZZ-UP。山本真央樹 feat.くりむ名義。作詞、歌唱担当。）